# 社会民主党 (日本 1951-1952)
社会民主党（しゃかいみんしゅとう）は、第二次世界大戦後に結成された日本の社会主義政党の一つ。
日本社会党を離党した平野力三が率いる社会革新党が昭和24年（1949年）の総選挙の敗北を経て解党し、昭和26年（1951年）2月に新たに結成された。翌年の昭和27年に農民協同党と合併して協同党を結成。